# Bernd Gnann
Bernd Gnann (* 1973 in Aulendorf) ist ein deutscher Schauspieler, Kabarettist und Theaterintendant.

## Leben
Gnann wuchs in Reichenbach bei Bad Schussenried mit sieben Geschwistern in einer Landwirtsfamilie auf. Nach der Grundschule besuchte er das Gymnasium St. Johann in Blönried. Dort machte er 1987 auch seine ersten schauspielerischen Erfahrungen im Schultheater. Er spielte mehrere Hauptrollen und erhielt außerdem ein Engagement bei dem Kabarettensemble D’Gallerie. Gnanns Deutschlehrer Thomas Beck, der auch volkstümliche Stücke und Kabarettprogramme verfasste, förderte Gnann und ermutigte ihn, eine Karriere als Schauspieler anzustreben.
Gnann absolvierte von 1992 bis 1995 eine Schauspielausbildung an der Staatlichen Hochschule für Musik und Theater in Stuttgart. Erste Theaterengagements hatte er bei den Burghofspielen Eltville, wo er 1995 den Benvolio in Romeo und Julia spielte. In der Spielzeit 1995/96 gastierte er als Filch in Die Dreigroschenoper am Schauspielhaus Essen.
Von 1995 bis zum Ende der Spielzeit 2005/06 war er festes Ensemblemitglied am Schauspiel Stuttgart. Er spielte dort ein breites Repertoire, das Stücke der Antike, von William Shakespeare, die deutschsprachigen Autoren der Klassik, insbesondere aber auch Stücke der Moderne und des zeitgenössischen Theaters umfasste. Gnann wirkte auch in mehreren Uraufführungen und deutschsprachigen Erstaufführungen mit. Er arbeitete am Schauspiel Stuttgart u. a. unter der Regie von Hans-Ulrich Becker, Wilfried Minks, Martin Kušej, Crescentia Dünßer, Stephan Kimmig, Elias Perrig, Hasko Weber und Christian Weise.
2004 gastierte er am Residenztheater München. 2006 spielte er am Schauspiel Stuttgart an der Seite von Corinna Harfouch in der Uraufführung des Theaterstücks Herr Ritter von der traurigen Gestalt von Soeren Voima (nach Motiven von Cervantes).
Ab Mitte der 1990er Jahre war Gnann auch im Film und im Fernsehen zu sehen. 1994 drehte er, unter der Regie von Erwin Michelberger, seinen ersten Kinofilm Traumstreuner; er spielte darin die Hauptrolle des Enkels Cheko, der seinen 70-jährigen Großvater Felix auf eine Reise begleitet, auf der der alte Mann die Geschichte seiner Flucht vor Krieg und Diktatur in die Schweiz erzählt.
In der Filmbiografie Schiller (2005) verkörperte er die Rolle des Theaterregisseurs Rennschüb. In der Fernsehdokumentation Die Deutschen stellte er in Spielszenen die historische Figur des Herzogs Heinrich der Löwe dar. In der SWR-Fernsehserie Alpha 0.7 – Der Feind in dir war er 2010 in der Rolle des Rechtsanwalts und Familienvaters Tim Berger zu sehen.
Mehrfach hatte er Hauptrollen in der Krimiserie Tatort. Im Tatort: In eigener Sache (2008) war er an der Seite von Richy Müller und Felix Klare als verdeckter Ermittler und Fahnder Jürgen Wolf zu sehen. Im Tatort: Vermisst (2009) von Kommissarin Lena Odenthal (Ulrike Folkerts) verkörperte er einen zwielichtigen Privatdetektiv. 2010 drehte er den Tatort: Im Abseits, in dem er die Rolle des Präsidenten eines Fußballclubs übernahm, der Druck auf eine talentierte türkische Nachwuchsfußballerin ausübt. In einer Szene war er auch mit Theo Zwanziger zu sehen, der einen Gastauftritt absolvierte.
In der 3. Staffel der ZDF-Serie Dr. Klein (2016) übernahm er eine wiederkehrende Serienrolle als Manager des homosexuellen Profi-Fußballers Jens Vogler (Julian Schmieder). In der 20. Staffel der ZDF-Serie Die Rosenheim-Cops (2021) war er in einer Episodenrolle als tatverdächtiger Ehemann einer ermordeten Zahnärztin zu sehen.
Gnann tritt neben seiner Tätigkeit als Schauspieler auch als Kabarettist mit eigenen Solo-Kabarettprogrammen auf. Er entwickelte den Soloabend Die Made, mit Texten, Liedern und Gedichten von Heinz Erhardt. 2010 hatte sein neues Soloprogramm Bernd Gnann’s Heimatabend Premiere. 2017 verteilte Gnann in Berlin Aufkleber mit dem Logo von Biberach, auf denen stand: „Wir nehmen Schwaben zurück.“ Die Aktion spielte auf das Klischee des Berliner Schwabenhasses an.
Im August 2009 übernahm Gnann die Leitung des Karlsruher Kammertheaters. Seit über 10 Jahren ist Gnann zudem für den Hörfunk des Südwestrundfunks als Sprecher und Hörspielsprecher tätig.
Gnann ist zudem Geschäftsführer der Regionalsender Baden TV und Baden TV Süd sowie Inhaber der Fluglinie Gnann Airlines.
Während der COVID-19-Pandemie in Deutschland rief er das Autokino auf dem Karlsruher Messplatz ins Leben. Im April 2021 beteiligte er sich zusammen mit rund 50 weiteren Schauspielern an der satirischen Initiative #allesdichtmachen.
Er wohnt mit seiner Familie in Hohenwettersbach.

## Theaterrollen (Auswahl)
- 1995: Romeo und Julia. Rolle: Benvolio. Regie: Michael Jurgons, Burgfestspiele Eltville
- 1995/96: Ein Morgen gibt es nicht. Nach Julien Green. Rolle: Pierino. Regie: Hans-Ulrich Becker, Staatstheater Stuttgart
- 1996: Die Dreigroschenoper. Rolle: Filch. Regie: Antoine Uitdehaag, Schauspielhaus Essen
- 1996/97: Peter Pan. Rolle: Peter Pan. Regie: Henning Bock, Staatstheater Stuttgart
- 1997: Stella. Rolle: Karl. Regie: Marcel Keller, Staatstheater Stuttgart
- 1997: Die Geierwally. Rolle: Leander. Regie: Martin Kušej, Staatstheater Stuttgart
- 1997: Andorra. Rolle: Der Geselle. Regie: Crescentia Dünßer / Otto Kukla, Staatstheater Stuttgart
- 1998: Die Jagdgesellschaft. Rolle: Minister. Regie: Hans-Ulrich Becker, Staatstheater Stuttgart
- 1998: Die Räuber. Rolle: Roller. Regie: Wilfried Minks, Staatstheater Stuttgart
- 1999: Jud Süß. (UA). Von Klaus Pohl. Rolle: Franz. Regie: Stephan Kimmig, Staatstheater Stuttgart
- 1999: Unzucht – Die drei Prozesse des Oscar Wilde. (DEA). Von Moisés Kaufman. Rolle: Lord Alfred Douglas. Regie: Christian Pade, Staatstheater Stuttgart
- 1999: Lessings Traum von Nathan dem Weisen. Rolle: Al-Hafi. Regie: Elmar Goerden, Staatstheater Stuttgart
- 2000: Antigone. Rolle: Haimon. Regie: Elias Perrig, Staatstheater Stuttgart
- 2000: Der Sturm. Rolle: Trinculo. Regie: Krzysztof Warlikowski, Staatstheater Stuttgart
- 2000: Das Kalkwerk. Von Thomas Bernhard. Rolle: Konrad, Versicherungsvertreter. Regie: Sandra Struntz, Staatstheater Stuttgart
- 2001: Fahrenheit 451. Rolle: Guy Montag. Regie: Hans-Ulrich Becker, Staatstheater Stuttgart
- 2002: Cyrano de Bergerac. Rolle: Christian. Regie: Elias Perrig, Staatstheater Stuttgart
- 2003: Der Kampf des Negers und der Hunde. Von Bernard-Marie Koltès. Rolle: Cal. Regie: Klaus Schumacher, Staatstheater Stuttgart
- 2003: Zug um Zug. Von Peter-Jakob Kelting. Rolle: Joel Brand. Regie: Elias Perrig, Staatstheater Stuttgart
- 2003: Wahrheit. Von Robert Woelfl. Rolle: Alex. Regie: Elias Perrig, Staatstheater Stuttgart
- 2004: Romeo und Julia. Von Peter Verhelst nach William Shakespeare. Rolle: Romeo. Regie: Elias Perrig, Staatstheater Stuttgart
- 2004: Helmet. Von Douglas Maxwell. Rolle: Sal. Regie: Marcus M. Grube, Staatstheater Stuttgart
- 2004: Täglich Brot. Von Gesine Dankwart. Rolle: Ulrich. Regie: Hans-Ulrich Becker, Residenztheater München
- 2004: Die Bergbahn. Von Ödön von Horváth. Rolle: Aufsichtsrat. Regie: Hasko Weber, Staatstheater Stuttgart
- 2005: Sanft und Grausam. Von Martin Crimp, Rolle: Jonathan. Regie: Christoph Diehm, Staatstheater Stuttgart
- 2005: Die Geschichte von den Pandabären. Von Matei Vișniec. Rolle: Michele. Regie: Christine Gnann, Staatstheater Stuttgart
- 2006: Herr Ritter der traurigen Gestalt. (UA). Von Sören Voima. Nach Motiven von Cervantes. Rollen: Herr Kiefer / Herr Hildebrandt. Regie: Christian Weise, Staatstheater Stuttgart

## Filmografie (Auswahl)
- 1994: Traumstreuner
- 1996: SK-Babies (Fernsehserie, Folge Falsche Sheriffs)
- 1996: Tatort: Bienzle und der Traum vom Glück (Fernsehreihe)
- 1998: Balko (Fernsehserie, Folge Der Clown)
- 1998: Polizeiruf 110: Hetzjagd (Fernsehreihe)
- 1998: Tatort: Bienzle und der Champion (Fernsehreihe)
- 1999: Tatort: Bienzle und die blinde Wut (Fernsehreihe)
- 1999: Kinderärztin Leah: Kleiner Mensch, großes Herz (Fernsehreihe)
- 2001: SOKO Leipzig (Fernsehserie, Folge Wilde Triebe)
- 2001: Tatort: Fette Krieger (Fernsehreihe)
- 2002: Der seltsame Klang der Stille (Kurzfilm)
- 2004: Tatort: Bienzle und der steinerne Gast (Fernsehreihe)
- 2004: Ein Baby zum Verlieben (Fernsehfilm)
- 2005: Berlin, Berlin (Fernsehserie, Folge Echte Freunde)
- 2005: Schiller
- 2005: Tatort: Bienzle und der Feuerteufel (Fernsehreihe)
- 2006: Der Alte (Fernsehserie, Folge Verlorene Kinder)
- 2008: Die Deutschen (Fernsehserie, Folge Barbarossa und der Löwe)
- 2008: Tatort: In eigener Sache (Fernsehreihe)
- 2009: Tatort: Vermisst (Fernsehreihe)
- 2010: Alpha 0.7 – Der Feind in dir (Fernsehserie, 6 Folgen, Serienrolle)
- 2010: Der Alte (Fernsehserie, Folge Tödliches Alibi)
- 2011: Tatort: Im Abseits (Fernsehreihe)
- 2014: Notruf Hafenkante (Fernsehserie, Folge Das fremde Kind)
- 2015: Der Lehrer (Fernsehserie, Folge Sie haben einen Arzt geschlagen?)
- 2016: Dr. Klein (Fernsehserie, 3 Folgen, Serienrolle)
- 2017: Tatort: Stau (Fernsehreihe)
- 2019: Big Manni (Fernsehfilm)
- 2021: Die Rosenheim-Cops (Fernsehserie, Folge Ein Mann fürs Leben)
- 2022: Mach’s Licht aus! (Kurzfilm)
- 2023: Tatort: Die Nacht der Kommissare (Fernsehreihe)
- 2025: Tschappel (Fernsehserie)

## Hörspiele (Auswahl)
- 2012: Fred Breinersdorfer / Katja Röder: Tödliche Kunst. Radio-Tatort (SWR)
- 2013: Martin Gülich: Septemberleuchten – Regie: Felicitas Ott (SWR)

## Hörfunk-Features / -Dokumentationen
- 2009: Liebesstimmen – Die Geschichte der Kerstin Blasczyk – Autor: Thomas Gaevert – SWR2 Dschungel, 20 Min.
- 2014: Spitzelnde Freunde – Deutschland und der amerikanische Geheimdienst NSA – Autor: Thomas Gaevert – SWR2 Dschungel, 55 Min.